# 黑尔佳·克莱因
黑尔佳·克莱因（德語：Helga Klein，1931年8月15日—2021年1月27日），德国女子田径运动员，主攻短跑。她曾代表德国参加1952年夏季奥林匹克运动会田径比赛，获得女子4×100米接力银牌。